# Hovhannès V de Draskhanakert
Hovhannès V de Draskhanakert  (l'actuelle Gyumri), Hovhannès V Draskhanakerttsi ou Yovhannēs V Drasxanakertc'i (en arménien Հովհաննես Ե Դրասխանակերտցի) dit « l'Historien » est un catholicos d'Arménie, de 899 à sa mort en 929. Il succède à ce poste à son maître Machtots en 899. 
Il est l'auteur d'une Histoire de son pays depuis Haïk qui a été traduite la première fois par Antoine-Jean Saint-Martin et publié par Félix Lajard, 1841.